# Чемпионат Афганистана по футболу 2014
Чемпионат Афганистана по футболу 2014 — третий турнир среди профессиональный футбольных клубов Афганистана. В турнире участвуют 8 команд (по 1 из каждого региона).  Все матчи проводятся на стадионе Федерации футбола Афганистана. Сезон стартовал 28 августа групповым турниром. Клуб Шахин Асмайе сумел защитить титул чемпиона Афганистана по футболу, и выиграл титул второй раз в своей истории.

## Команды и их расположение
| Команда               | Расположение  | Группа   |
| --------------------- | ------------- | -------- |
| Мавихай Аму           | Северо-Восток | Группа 1 |
| Шахин Асмайе          | Кабул         | Группа 1 |
| Оквабан Хиндукош      | Центр         | Группа 1 |
| Де Абазин Сейп ФК     | Юго-Восток    | Группа 1 |
| Де Спингар Базан      | Восток        | Группа 2 |
| Симург Альборз        | Север         | Группа 2 |
| Туфан Харирод         | Запад         | Группа 2 |
| Де Маинванд Аталан ФК | Юго-Запад     | Группа 2 |

## Групповой турнир

### Группа 1
| Команда           | И | В | Н | П | Гз | Гп | Р   | О | Квалификация |
| ----------------- | - | - | - | - | -- | -- | --- | - | ------------ |
| Оквабан Хиндукош  | 3 | 3 | 0 | 0 | 12 | 4  | +8  | 9 | Полуфинал    |
| Шахин Асмайе      | 3 | 2 | 0 | 1 | 10 | 5  | +5  | 6 | Полуфинал    |
| Мавихай Аму       | 3 | 1 | 0 | 2 | 6  | 10 | −4  | 3 |              |
| Де Абазин Сейп ФК | 3 | 0 | 0 | 3 | 2  | 12 | −10 | 0 |              |

| Шахин Асмайе | 5 : 1 | Де Абазин Сейп ФК |
| ------------ | ----- | ----------------- |
|              | Отчет |                   |

| Оквабан Хиндукош | 5 : 2 | Мавихай Аму |
| ---------------- | ----- | ----------- |
|                  | Отчет |             |

| Шахин Асмайе | 4 : 2 | Мавихай Аму |
| ------------ | ----- | ----------- |
|              |       |             |

| Оквабан Хиндукош | 5 : 1 | Де Абазин Сейп ФК |
| ---------------- | ----- | ----------------- |
|                  |       |                   |

| Шахин Асмайе | 1 : 2 | Оквабан Хиндукош |
| ------------ | ----- | ---------------- |
|              |       |                  |

| Мавихай Аму | 2 : 0 | Де Абазин Сейп ФК |
| ----------- | ----- | ----------------- |
|             |       |                   |

### Группа 2
| Команда           | И | В | Н | П | Гз | Гп | Р  | О | Квалификация |
| ----------------- | - | - | - | - | -- | -- | -- | - | ------------ |
| Де Спингар Базан  | 3 | 2 | 1 | 0 | 4  | 2  | +2 | 7 | Полуфинал    |
| Де Маиванд Аталан | 3 | 2 | 0 | 1 | 5  | 2  | +3 | 6 | Полуфинал    |
| Туфан Харирод     | 3 | 1 | 1 | 1 | 4  | 4  | 0  | 4 |              |
| Симург Альборз    | 3 | 0 | 0 | 3 | 3  | 8  | −5 | 0 |              |

| Симург Альборз | 1 : 3 | Де Маиванд Аталан |
| -------------- | ----- | ----------------- |
|                |       |                   |

| Туфан Харирод | 1 : 1 | Де Спингар Базан |
| ------------- | ----- | ---------------- |
|               |       |                  |

| Симург Альборз | 1 : 2 | Де Спингар Базан |
| -------------- | ----- | ---------------- |
|                |       |                  |

| Туфан Харирод | 0 : 2 | Де Маиванд Аталан |
| ------------- | ----- | ----------------- |
|               |       |                   |

| Симург Альборз | 1 : 3 | Туфан Харирод |
| -------------- | ----- | ------------- |
|                |       |               |

| Де Спингар Базан | 1 : 0 | Де Маиванд Аталан |
| ---------------- | ----- | ----------------- |
|                  |       |                   |

## Плей-офф

### 1/2 финала
| Команда 1        | Итог              | Команда 2         | 1-й матч | 2-й матч |
| ---------------- | ----------------- | ----------------- | -------- | -------- |
| Оквабан Хиндукош | 2:2 (8:7) по пен. | Де Маиванд Аталан | 1:1      | 1:1      |
| Де Спингар Базан | 1:4               | Шахин Асмайе      | 1:1      | 0:3      |

### Матч за бронзовые медали
| Команда 1        | Результат               | Команда 2         |
| ---------------- | ----------------------- | ----------------- |
| Де Спингар Базан | 5:5 (4:2) по пен. Отчет | Де Маиванд Аталан |

### Финал
| Команда 1    | Результат | Команда 2        |
| ------------ | --------- | ---------------- |
| Шахин Асмайе | 3:2 Отчет | Оквабан Хиндукош |